# Friedrich Boldemann
Ernst Peter Jochim Friedrich Boldemann (* 26. Januar 1788 in Grabow; † 1. März 1865 in Lübeck) war ein deutscher Versicherungskaufmann und Politiker.

## Leben
Friedrich Boldemann war der Sohn des Kaufmanns Johann Georg Boldemann (1761–1816) und dessen Ehefrau Maragrethea Elisabeth, geb. Martiens(s)en (1766–1845) aus Grabow. Obwohl er Lust zu einem Studium verspürte, bestand sein Vater auf dem Kaufmannsberuf und nahm ihn selbst in die Lehre. 1806 machte Boldemann sich zwar von seinem Vater frei und ging nach Lübeck. Dort zwang ihn jedoch der wirtschaftliche Niedergang durch die Lübecker Franzosenzeit, sich eine Stellung erst in Tönning zu suchen, die er jedoch mit Durchsetzung der Kontinentalsperre verlor. Er arbeitete dann für eine Weinhandlung in Breslau, für die er europaweit reiste. 
1813 nahm er in einem mecklenburgischen Regiment freiwilliger Jäger zu Pferd unter Gustav Wilhelm zu Mecklenburg an den Befreiungskriegen teil. 
Nach dem Krieg und der Beendigung seiner kaufmännischen Ausbildung in Hamburg machte er sich in Lübeck als Spediteur und Kommissionär selbstständig. Er wurde Mitglied der Lübecker Schonenfahrer und später auch deren Ältermann. Ende der 1820er Jahre verlagerte er sein Geschäft völlig auf den Versicherungsbereich und initiierte nicht nur Versicherungsgesellschaften, sondern auch die erste Lübecker Bank und Reedereien. Aus den Schonenfahrern heraus setzte er sich aktiv für das berufsständige, politische und kulturelle Gemeinwesen in Lübeck ein, das er gern schneller reformiert und an die neuzeitlichen Rahmenbedingungen angepasst hätte. Er war Mitglied der Gesellschaft zur Beförderung gemeinnütziger Tätigkeit und 1842 bis 1845 ihr Direktor. Boldemann war im Revolutionsjahr 1848 Mitglied der Lübecker Bürgerschaft und deren Wortführer. Ihm ist maßgeblich zu verdanken, dass die Lübecker Verfassungsreform 1848/1849 in den Verhandlungen mit dem Lübecker Senat im Gegensatz zu den anderen deutschen Staaten friedlich vollzogen werden konnte. Der Bürgerschaft gehörte er bis 1852 an. Sein schriftlicher Nachlass befindet sich teilweise im Archiv der Hansestadt Lübeck.
Er war seit dem 7. April 1817 verheiratet mit Sophie Elisabeth, geb. Kindt (1785–1844), einer Schwester von Georg Christian Kindt und Franz Friedrich Kindt. Das Behnhaus verwahrt 1836 angefertigte Kreide-Porträts des Paares von Carl Andreas August Goos.

## Schriften
- Über Eisenbahnen und Dampfwagen, Rohden’sche Buchhandlung, Lübeck 1834 (Herausgeber und Übersetzer aus dem Englischen, Digitalisat)